# Pierre Hadot
Pierre Hadot (nascut el 21 de gener de 1922 a Reims - mort el 24 d'abril de 2010 a Orsay) va ser un filòsof i historiador de la filosofia de nacionalitat francesa, especialitzat en la filosofia antiga i, més particularment, en el neoplatonisme i en Plotí. La seva filosofia s'articula sovint entorn a les idees dels exercicis espirituals i de la filosofia com a manera de viure.

## Biografia
Va estudiar a la Sorbona entre els anys 1946 i 1947, on va escriure la seva tesi sobre Gai Mari Victorí i Porfiri. L'any 1944 Hadot havia estat ordenat capellà catòlic, però el caràcter conservador de l'encíclica del Papa Pius XII titulada Humani Generis (1950) el va convèncer per abandonar el sacerdoci dos anys més tard. El 1961 es va llicenciar a l'École Pratique des Hautes Études, centre que va dirigir entre 1964 i 1986. En aquest centre va entrar en contacte, entre d'altres, amb Jean-Pierre Vernant i Louis Dumont. Després d'haver-hi fet oposicions, encoratjat per Michel Foucault, l'any 1982 va ser nomenat professor al Collège de France, on ocupà la càtedra d'Història del Pensament Hel·lenístic i Romà. El 1991 va deixar aquesta càtedra per ocupar la de professor honorari al Collège. El seu darrer curs va tenir lloc el 22 de maig d'aquell any. En acabar l'última classe, digué, "En els darrers anàlisis, amb prou feines podem parlar d'allò que és important".
Hadot es va casar l'any 1986 a Berlín Oest amb la també historiadora de la filosofia Ilsetraut Hadot, a l'època investigadora de l'Aristoteles-Archiv de la Universitat Lliure de Berlín.

## Pensament
Hadot va ser un dels introductors de la filosofia de Ludwig Wittgenstein al context francès. Hadot el va traduir i va impartir classes sobre la seva obra a la dècada del 1950. Segons Hadot, forma i contingut de les Investigacions filosòfiques no poden ser separades l'una de l'altra. Per a Wittgenstein, la filosofia era una malaltia del llenguatge i Hadot apunta que la seva cura requereix un tipus particular de gènere literari. Una de les seves grans influències filosòfiques fou Louis Lavelle.
Pierre Hadot també és conegut pel seu anàlisis de la concepció de la filosofia durant l'antiguitat grecoromana. Hadot va identificar i analitzar allò que anomenà "exercicis espirituals" i que eren emprats en la filosofia antiga. Amb aquest terme es referia a "pràctiques... que tenen la intenció de produir una modificació i una transformació en les persones que les practiquen. El discurs del professor de filosofia es podia presentar de tal manera que el deixeble, com a oient, lector o bé interlocutor podia emprendre un camí de progrés espiritual i transformar-se des de l'interior. Aquesta idea va influir notablement el Michel Foucault de la Història de la sexualitat, sobretot en els seus segon i tercer volums, i en la seva hermenèutica del subjecte. Hadot també indica que la clau per entendre l'impuls filosòfic originari es troba en Sòcrates. Allò que és característic de la teràpia socràtica és en primer lloc la importància que es dona al contacte entre éssers humans.
Un tema recurrent a l'obra d'aquest autor és que la filosofia a l'antigor es caracteritzava per una sèrie d'exercicis espirituals que pretenien transofmrar la percepció i, per tant, l'essència, d'aquells qui els practicaven. També es posa èmfasi en la filosofia com a disciplina primàriament verbal, a través de la conversa real, i no mitjançant textos i lliçons, i que per tant la filosofia tal com s'ensenya a les universitats d'avui en dia és majoritàriament una distorsió de la seva intenció original, del seu impuls terapèutic. Aquestes idees apareixen unides a Què és la filosofia antiga? un llibre força discutit.
L'estoïcisme era una altra de les seves qüestions d'interès i una de les seves obres sobre les Meditacions de Marc Aureli així com de seguidors posteriors de la stoa, La citadelle interieure, ha esdevingut un clàssic en els estudis sobre aquesta filosofia. D'altra banda, Hadot va publicar el 2004 un llibre, Le voile d'Isis, sobre la frase atribuïda a Heràclit segons la qual "a la Natura, li agrada amagar-se", les diferents interpretacions històriques d'aquest pensament, i sobre l'evolució del concepte de natura durant la història.

## Obres publicades

### Edicions i traduccions d'autors antics
- Gai Mari Victorí, Traités théologiques sur la Trinité (2 tomes) ; Texte établi par Paul Henry. Introduction, traduction, notes et commentaires par Pierre Hadot, Les éditions du Cerf, 1960. (collection « Sources chrétiennes »). ISBN 2-204-03880-6
- Ambrosi de Milà, Apologie de David ; intr., texte latin, notes et index par Pierre Hadot, traduction par Marius Cordier, Paris, Les éditions du Cerf, 1977. (Sources chrétiennes 239). ISBN 2-204-01165-7.
- Plotí, Traité 38 – VI, 7 « Comment la multiplicité des idées s'est établie et sur le Bien » ; Introduction, traduction et notes par Pierre Hadot, Les éditions du Cerf, 1987. (collection « Les Écrits de Plotin »). ISBN 2-204-02781-2
- Plotí, Traité 50 – III, 5 « L'amour - Éros - est-il un dieu ou un démon ou un état de l'âme ? » ; Introduction, traduction et notes par Pierre Hadot, Les éditions du Cerf, 1990. (collection « Les Écrits de Plotin »). ISBN 2-204-04135-1
- Plotí, Traité 9 – VI, 9 « C'est par l'un que tous les êtres sont êtres » ; Introduction, traduction et notes par Pierre Hadot, Les éditions du Cerf, 1994. (collection « Les Écrits de Plotin »). ISBN 2-204-05013-X
- Marc Aureli, Écrits pour lui-même. Tome 1, Introduction générale. Livre I ; éd. et tr. Pierre Hadot, avec la collab. de Concetta Luna. Paris, Les Belles Lettres, 1998. (Collection des Universités de France). ISBN 2-251-00472-6.
- Simplici, Commentaire sur les Catégories d'Aristote. Chapitres 2-4 ; trad. P. Hoffmann, avec la collab. de Ilsetraut Hadot et Pierre Hadot, commentaire par Concetta Luna. Paris, Les Belles Lettres, 2001. (Anagogè ; 2). ISBN 2-251-1-8001-X.

### Comentaris, estudis crítics i assaigs
- Porphyre et Victorinus. Paris, Institut d'études augustiniennes, 1968. (Collection des études augustiniennes. Série antiquité ; 32-33).
- Marius Victorinus: recherches sur sa vie et ses œuvres. Paris, Institut d'études augustiniennes, 1971.(Collection des études augustiniennes. Série antiquité ; 44).
- Exercices spirituels et philosophie antique. Paris, Études augustiniennes, 1981. (Collection des études augustiniennes. Série antiquité ; 88). ISBN 2-85121-039-4 ; nouvelle éd. Paris, Albin Michel, 2002. (Bibliothèque de l'évolution de l'humanité). ISBN 2-226-13485-9.
- « Physique et Poésie dans le Timée de Platon », Revue de théologie et de philosophie, 115, 1983.
- La Citadelle intérieure. Introduction aux Pensées de Marc Aurèle. Paris, Fayard, 1992. ISBN 2-213-02984-9.
- (francès)  Gallimard. Qu'est-ce que la philosophie antique ?, 1995, p. 280. ISBN 2-07-032760-4.
- Plotin ou la simplicité du regard (1963), 4e éd. Paris, Gallimard, 1997. (Folio essais ; 302). ISBN 2-07-032965-8.
- Études de philosophie ancienne. Paris, Les Belles Lettres, 1998. (L'âne d'or ; 8). ISBN 2-251-42007-X. (recull d'articles),
- Plotin. Porphyre. Études néoplatoniciennes. Paris, Les Belles Lettres, 1999. (L'âne d'or ; 10). ISBN 2-251-42010-X. (recull d'articles)
- La Philosophie comme manière de vivre. Paris, Albin Michel, 2001. (Itinéraires du savoir). ISBN 2-226-12261-3.
- Le Voile d'Isis. Essai sur l'histoire de l'idée de nature. Paris, Gallimard, 2004. (NRF essais). ISBN 2-07-073088-3.
- Wittgenstein et les limites du langage. Paris, J. Vrin, 2004. (Bibliothèque d'histoire de la philosophie). ISBN 2-7116-1704-1.
- Apprendre à philosopher dans l'antiquité. L'enseignement du Manuel d'Epictète et son commentaire néoplatonicien (avec Ilsetraut Hadot). Paris, LGF, 2004. (Le livre de poche ; 603). ISBN 2-253-10935-5.
- Éloge de Socrate, Paris, Allia, 1999.
- Éditions Allia. Éloge de la philosophie antique, 1998, p. 72. ISBN 9782911188633..
- N'oublie pas de vivre. Goethe et la tradition des exercices spirituels, Albin Michel, 2008. (Bibliothèque Idées). ISBN 978-2-226-17905-0.